# 375

## Decese
- 17 noiembrie: Valentinian I, împărat roman, din 364 (n. 321)